# Évolution du point culminant des États-Unis
 (janvier 2019).
Si vous disposez d'ouvrages ou d'articles de référence ou si vous connaissez des sites web de qualité traitant du thème abordé ici, merci de compléter l'article en donnant les références utiles à sa vérifiabilité et en les liant à la section « Notes et références ».
L'évolution du point culminant des États-Unis suit l'évolution du territoire du pays et de ses différentes extensions. L'actuel point culminant est le mont McKinley à 6 190 mètres en Alaska.

## Évolution du point culminant
Le Delaware est le premier États à ratifier la constitution des États-Unis le 7 décembre 1787, d'où son surnom de First State. Le premier point culminant des États-Unis est donc l'Ebright Azimuth dans le Nord du Delaware à 136 mètres d'altitude.
Le 12 décembre 1787, la Pennsylvanie ratifie à son tour la constitution des États-Unis, le point culminant se déplace au mont Davis à 979 mètres d'altitude.
Le 2 janvier 1788, la Géorgie ratifie à son tour la constitution des États-Unis, le point culminant se déplace au Brasstown Bald à 1 458 mètres d'altitude.
Le 21 juin 1788, la New Hampshire ratifie à son tour la constitution des États-Unis, le point culminant se déplace au mont Washington à 1 916 mètres d'altitude.
Le 21 novembre 1789, la Caroline du Nord ratifie à son tour la constitution des États-Unis, le point culminant se déplace dans cet État au mont Mitchell à 2 037 mètres d'altitude.
Le 29 décembre 1845, le Texas devient le 28e État et le point culminant se déplace dans cet État au pic Guadalupe à 2 667 mètres d'altitude.
Le 9 septembre 1850, la Californie devient le 31e État et le point culminant se déplace dans cet État au mont Whitney à 4 421 mètres d'altitude.
En 1867, les États-Unis achètent l'Alaska aux Russes. Le 3 janvier 1959, il devient le 49e État et le point culminant s'y déplace au mont McKinley à 6 190 mètres.